# George-Iulian Stancov
George-Iulian Stancov (n. 10 octombrie 1949, Ceplenița, România) este un fost deputat român în legislatura 1990-1992, ales în județul Neamț pe listele partidului FSN. În legislatura 1990-1992, George-Iulian Stancov a fost membru în grupul parlamentar de prietenie cu Republica Polonă. George-Iulian Stancov a fost deputat și în legislaturile 1992-1996, 1996-2000 pe listele PD dar și-a întrerupt mandatul fiind trimis Ambasador al României în Mexic. Deputatul 
George-Iulian Stancov a demisionat din Camera Deputaților pe data de 18 octombrie 1999 și a fost înlocuit de către deputatul Dorel Jurcan. 
În 1995, George-Iulian Stancov a fost admis ca avocat titular în Baroul București.
Ca semn de apreciere a activității sale profesionale și pentru servicii deosebite aduse în politica externă a țării, lui George-Iulian Stancov i-a fost conferit Ordinul Național „Pentru Merit” în grad de Comandor, la 1 decembrie 2000.